# Блумфілд (Айова)
Блумфілд (англ. Bloomfield) — місто (англ. city) в США, в окрузі Девіс штату Айова. Населення — 2682 особи (2020).

## Географія
Блумфілд розташований за координатами 40°44′57″ пн. ш. 92°25′1″ зх. д. / 40.74917° пн. ш. 92.41694° зх. д. (40.749108, -92.417031).  За даними Бюро перепису населення США в 2010 році місто мало площу 5,91 км², з яких 5,84 км² — суходіл та 0,07 км² — водойми.

## Демографія
Згідно з переписом 2010 року, у місті мешкало 2640 осіб у 1122 домогосподарствах у складі 683 родин. Густота населення становила 447 осіб/км².  Було 1259 помешкань (213/км²).
Расовий склад населення:
| - 98,3 % — білих - 0,4 % — азіатів - 0,2 % — корінних американців - 0,2 % — чорних або афроамериканців |

До двох чи більше рас належало 0,8 %. Частка іспаномовних становила 1,5 % від усіх жителів.
За віковим діапазоном населення розподілялося таким чином: 23,2 % — особи молодші 18 років, 54,1 % — особи у віці 18—64 років, 22,7 % — особи у віці 65 років та старші. Медіана віку мешканця становила 43,0 року. На 100 осіб жіночої статі у місті припадало 85,1 чоловіків;  на 100 жінок у віці від 18 років та старших — 82,0 чоловіків також старших 18 років.
Середній дохід на одне домашнє господарство  становив 50 528 доларів США (медіана — 42 234), а середній дохід на одну сім'ю — 60 748 доларів (медіана — 55 268). Медіана доходів становила 40 857 доларів для чоловіків та 33 021 долар для жінок. За межею бідності перебувало 17,3 % осіб, у тому числі 28,3 % дітей у віці до 18 років та 12,2 % осіб у віці 65 років та старших.
Цивільне працевлаштоване населення становило 1228 осіб. Основні галузі зайнятості: освіта, охорона здоров'я та соціальна допомога — 28,1 %, виробництво — 16,7 %, роздрібна торгівля — 11,4 %, мистецтво, розваги та відпочинок — 8,2 %.